# Вяжище (Ленінградська область)
Вяжище (рос. Вяжище) — присілок у Лузькому районі Ленінградської області Російської Федерації.
Населення становить 7 осіб. Належить до муніципального утворення Серебрянське сільське поселення.

## Історія
Згідно із законом від 28 вересня 2004 року № 65-оз належить до муніципального утворення Серебрянське сільське поселення.

## Населення
| 1838 | 1997 | 2007 | 2010 |
| ---- | ---- | ---- | ---- |
| 13   | ↘4   | ↘3   | ↗7   |